# 爱德华多·曼贾罗蒂

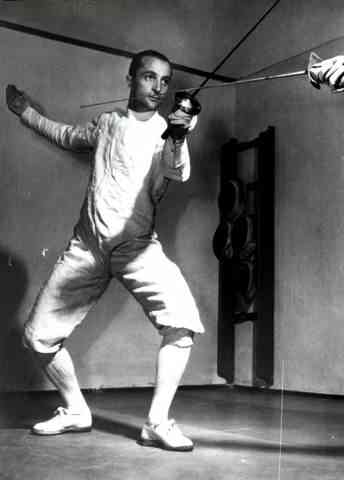
爱德华多·曼贾罗蒂

爱德华多·曼贾罗蒂（義大利語：Edoardo Mangiarotti，義大利語發音：[edoˈardo mandʒaˈrɔtti]，1919年4月7日—2012年5月25日），意大利男子击剑运动员。他曾参加5届夏季奥运会击剑比赛，共获得6枚金牌、5枚银牌和2枚铜牌。此外，他还获得了13枚世界击剑锦标赛冠军。

## 家庭
父亲朱塞佩·曼贾罗蒂。哥哥达里奥·曼贾罗蒂，弟弟马里奥·曼贾罗蒂。女儿卡萝拉·曼贾罗蒂。